# Língua zagaua
Zagaua (zaghawa) é uma língua que faz parte da família das línguas saarianas, sendo falada pelos zagauas do centro-leste do Chade (no Sahel) e no noroeste do Sudão (Darfur).
Seus falantes chamam a língua de Beria, nome composto por Beri, etnônimo dos zagauas, mais a palavra 'a', significando "boca". Estima-se que haja algo entre 75 e 350 mil falantes da língua.

## Fonologia

### Vogais
O zagaua tem um sistema de nove vogais com uma harmonia vocálica: as vogais se dividem em dois grupos, /i e o u/ e /ɪ ɛ a ɔ ʊ/, com os afixos das mesmas dependendo do grupo de vogais na raiz da palavra. Há variações entre os dialetos sobre a presença ou não de uma décima vogal, o som /ə/, que em algumas funções dialetais tem como contraparte a vogal /a/. Os [[ditongo]s são /ei əu iə/ e /aɪ aʊ ɔɪ/. São cinco os [tom|tons]], alto, médio, baixo, ascendente, descendente, todos ocorrendo nas vogais simples, exemplos: /ɪ́ɡɪ́/ Eu reguei, /ɪ̌ɡɪ̂/ Eu disse, /ɪ̀ɡɪ̀/ direção direita. Os tons distinguem palavras, mas também funções gramaticais. Por exemplo, o plural de muitos substantivos é formado pela mudança do tom da última sílaba de alto para baixo, bem como o tempo perfeito de muitos verbos é marcado pela mudança do tom da última sílaba de baixo para alto.

### Consoantes
As consoantes são simples: /p b t d k ɡ, m n ɲ ŋ, f s ʃ h, ɾ r, l j w/. Osman inclui ainda /ʒ ħ/ nessa lista.  /ʃ/ ocorre no dialeto sudanês como uma variante para /s/ diante do /i/. O status fonêmicodas consoantes róticas não clara: Osman diz que [ɾ r] podem ser trocadas sem mudança de significado se mantendo como fonemas distintos. A obstruente /p/ nunca aparece no início de palavra e somente /p t k s/ podem ocorer no fim da palavra, com /b/ no final em alguns dialetos. /r/ também não aparece no início de palavra e /f ɾ/ só aparece no meio de palavra, como em /tòrfù/ 'pássaro'.

## Sílabas
A maioria das palavras são curtas, frequentemente CV ou CVCV. As sílabas mais complexas são CVC e CRV, sendo que R é uma das duas consoantes róticas.

## Escrita
A língua zagaua tem um sistema de escrita próprio, criado pelo professor escolar Adam Tajir. Sua base foi, em parte, o inventário fonológico da língua árabe, o que dificultou o uso de seu sistema para a língua zagaua. Adicionalmente, os caracteres tinham tamanhos variados, o que dificultava seu uso como fonte. As letras se originaram das marcações a ferro dos animais de propriedade do clã zagaua, daí a escrita ter também o nome de alfabeto camelo. Uma forma aperfeiçoada foi desenvolvida pelo veterinário beri Siddick Adam, chamada Beria Giray Erfe. Em 2007, esta versão foi transformada em fonte tipográfica para computadores por Seonil Yung em cooperação com a SIL International e missionários protestantes.
Uma forma de escrita baseada no alfabeto árabe tem sido desenvolvida.